# María Eugenia Vaz Ferreira
María Eugenia Vaz Ferreira (Montevideu, 13 de julho de 1875 — Montevideu, 20 de maio de 1924) foi uma professora e poeta uruguaia. Tornou-se a primeira mulher uruguaia a consagrar-se como poeta, sendo considerada, ao lado de Delmira Agustini e Juana de Ibarbourou, uma das principais poetas do país.

## Biografia
María Eugenia provém de uma das famílias mais ilustres do Uruguai. Foi filha de Manuel Vaz Ferreira, um comerciante português e Belén Ribeiro, sendo a única irmã do filósofo Carlos Vaz Ferreira. Na sua infância recebeu lições de professores particulares e não seguiu nenhum tipo de curso de estudos regulares. Estudou piano com seu tio, o músico León Ribeiro e participou em alguns eventos públicos como concertista entre 1895 e 1910. Também realizou composições musicais das quais não foram conservadas em nenhum registo. Seus compositores favoritos eram Wagner e Chopin. Ela também estudou pintura com outro tio, Julio Freira. Não tinha formação na literatura e lia muito pouco na juventude, por isso que seus versos nasceram de um impulso natural. María tinha um carácter individualista e consideravam-na estranha, produto da sua instabilidade psíquica, acredita-se que ela tinha fobias. Isto se intensificou durante seus últimos anos, quando vagava pelas ruas de Montevideu.

### Como professora
Quando foi criada a Universidade das Mulheres em Montevideu, María foi designada para exercer as funções na secretaria, trabalho que começou em 1905. Em 1917 assumiu o cargo de professora na Cátedra de Literatura. O seu trabalho administrativo parecia-lhe rotineiro e desagradável, no entanto, o cargo de professora ela desempenhou com muita dedicação. Apesar de tratar-se de uma classe do ensino secundário, María ditava como se fosse uma classe de faculdade, com interpretação própria e leitura dos autores. Seu estado de saúde obrigou-a a abandonar a universidade em 1922, abrigando-se à Lei da Reforma.

### Carreira literária
María foi membro da Geração dos 900 e participou do auge do modernismo, também foi a contemporânea de Delmira Agustini e de Julio Herrera y Reissig. Começou a fazer seus poemas aos dezoito anos, e os publicou em 1894. Desde a juventude, María desejava publicar um livro com seus poemas. No entanto, seu carácter tímido e distante na publicidade, a impediu de fazê-lo. Em contrapartida, ela dava cópias dos seus poemas aos seus amigos ou a quem a solicitasse para publicação em jornais ou revistas. Algumas das suas poesias foram publicadas em jornais e revistas de Montevideu, como Rojo y Blanco, dirigido por Samuel Blixen, La Revista Nacional de Literatura y Ciencias Sociales, dirigida por José Enrique Rodó, Víctor Pérez Petit e pelos irmãos Carlos e Daniel Martínez Vigil e La Revista, editada e dirigida por Julio Herrera y Reissig. Finalmente, fez uma seleção dos quarenta e um poemas, que primeiro pensou em publicá-los com o nome Fuego y Mármol ou Las Islas de Oro, mas acabou por escolher La isla de los cánticos. No entanto, não pode terminar a edição antes de falecer e a mesma acabou sendo completada pelo seu irmão Carlos Vaz Ferreira. Os dois volumes recompilatórios, La isla de los  cánticos e La otra isla de los cánticos (com os manuscritos inéditos, editados por Emilio Oribe), foram publicados em 1924 (primeira página ou 1925; em capa) e em 1959. Escreveu três peças teatrais, que estrearam no Teatro Solís. «La piedra filosofal» em 1908, «Los peregrinos» em 1909 e «Resurrexit» em 1913.

#### Significância da sua obra
Na sua poesia encontram-se características do romantismo, da metafísica e do simbolismo, mas essencialmente foi uma modernista tardia. Sua carreira poética pode ser dividida em três etapas. Na primeira desenrola-se uma poesia com características neorromânticas. Na segunda etapa, ela é influenciada por outros poetas contemporâneos, como Armando Vasseur, com influência modernista. Na terceira etapa, desenrola-se uma poesia mais pessoal e metafísica que exalta a vida e o sofrimento com a vivacidade. Ela predomina nos seus poemas a solidão, a desolação e a tragédia. O amor é tratado como um desejo em vão e o amante é sempre um ideal, impossível de alcançar. María Eugenia era fascinada pela poesia germânica, foi assim que aprendeu a língua alemã para ler os poemas, de poetas como Heinrich Heine, nas suas versões originais.

## Compilações póstumas
- La isla de los cánticos, 1924 (primeira página), 1925 (em capa).[4]
- La otra isla de los cánticos. Prólogo de Emilio Oribe, Impresora Uruguaya. Montevideu. 1959